# Groß Kelle
Groß Kelle – miejscowość i gmina w Niemczech, w kraju związkowym Meklemburgia-Pomorze Przednie, w powiecie Mecklenburgische Seenplatte, wchodzi w skład Związku Gmin Röbel-Müritz.